# Boophis xerophilus
Espèce
Statut de conservation UICN

 LC  : Préoccupation mineure
Boophis xerophilus est une espèce d'amphibiens de la famille des Mantellidae.

## Répartition et habitat
Cette espèce est endémique de Madagascar. Elle se rencontre à des altitudes inférieures à 100 m dans la forêt de Kirindy dans le centre-Ouest de l'île et dans la réserve naturelle privée de Berenty dans l'extrême Sud-Est. Elle vit dans la forêt tropicale sèche.

## Étymologie
Le nom spécifique spilostichus vient du grec xeros, sec, et de philos, l'ami, en référence à la distribution en zone sèche de cette espèce.

## Publication originale
- Glaw & Vences, 1997 : New species of the Boophis tephraeomystax group (Anura: Ranidae: Rhacophoridae) from arid western Madagascar. Copeia, vol. 1997, no 3, p. 572-578 (texte intégral).